# Šardičky

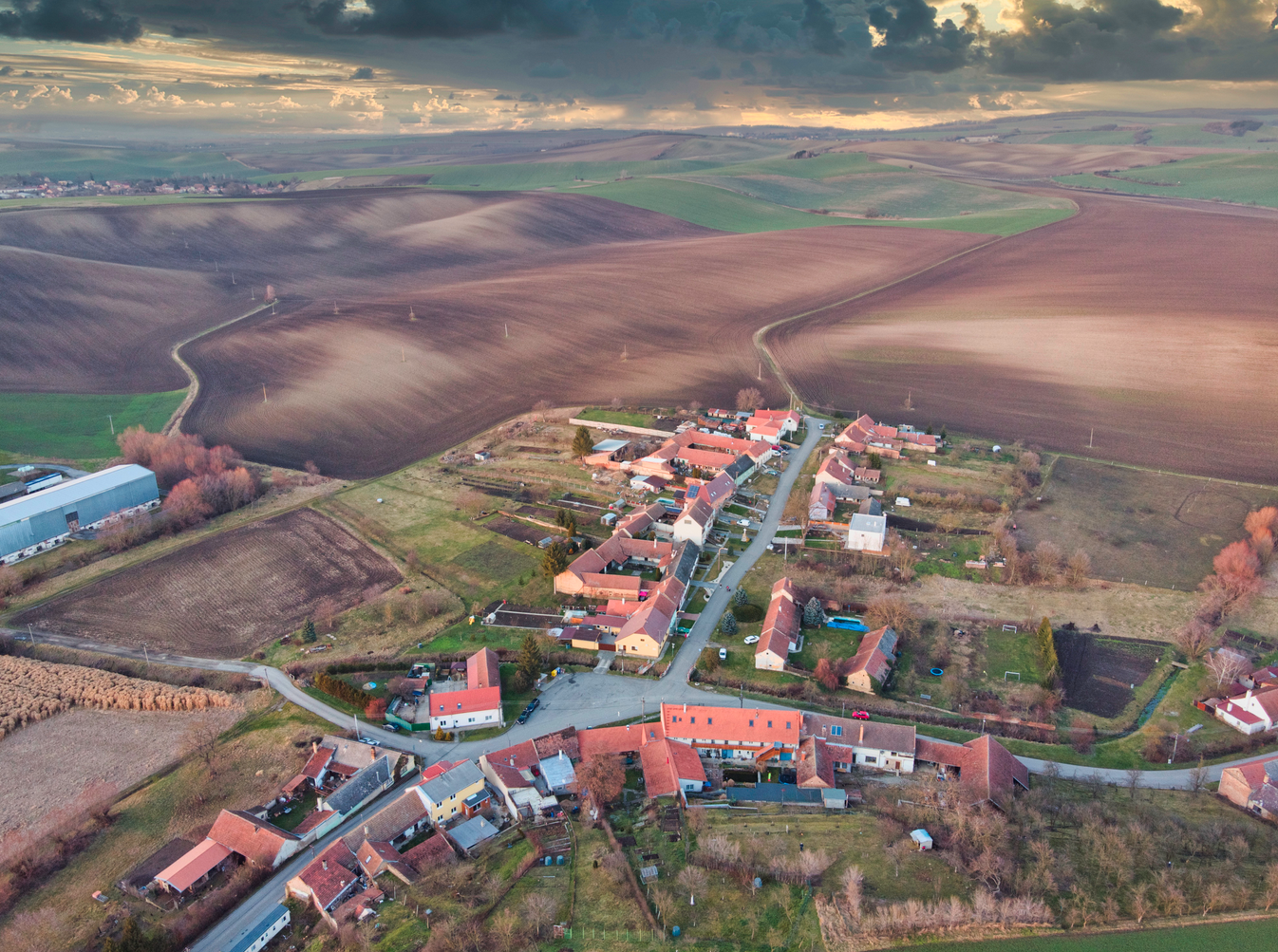
Obec Šardičky datovaná od roku 1356, od roku 1942 součást obce Kojátky

Šardičky (dříve Sardiczka od roku 1389) jsou vesnice, část obce Kojátky v okrese Vyškov. Ves leží 4 km severovýchodně od Bučovic v nadmořské výšce 230 m n. m. Osada je půdorysně krátká ulicovka s domky směřujícími na severovýchod, protéká jí Kojátecký potok ústící do potoka Žlebového. Od roku 1942 byly Šardičky i s Kojátkami administrativní součástí města Bučovice. Od roku 1992 jsou Kojátky opět samostatnou obcí.

## Historie

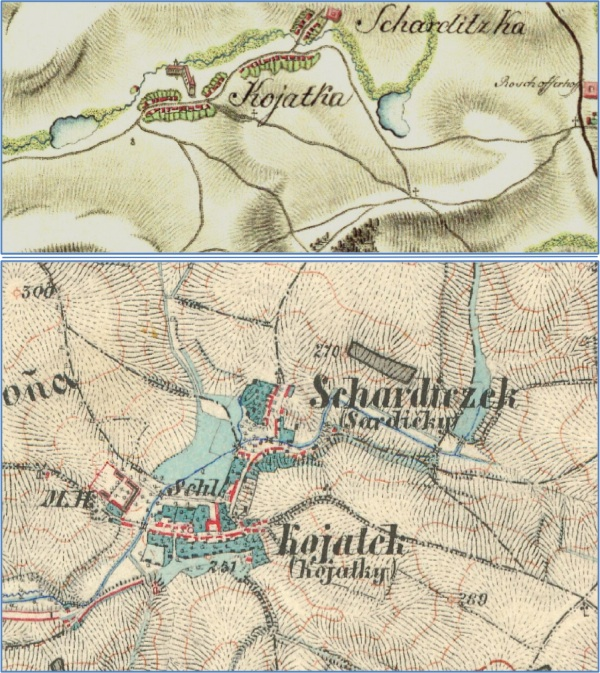
I. voj. mapování 1754 (nahoře), III. voj. mapování 1876 (dole).

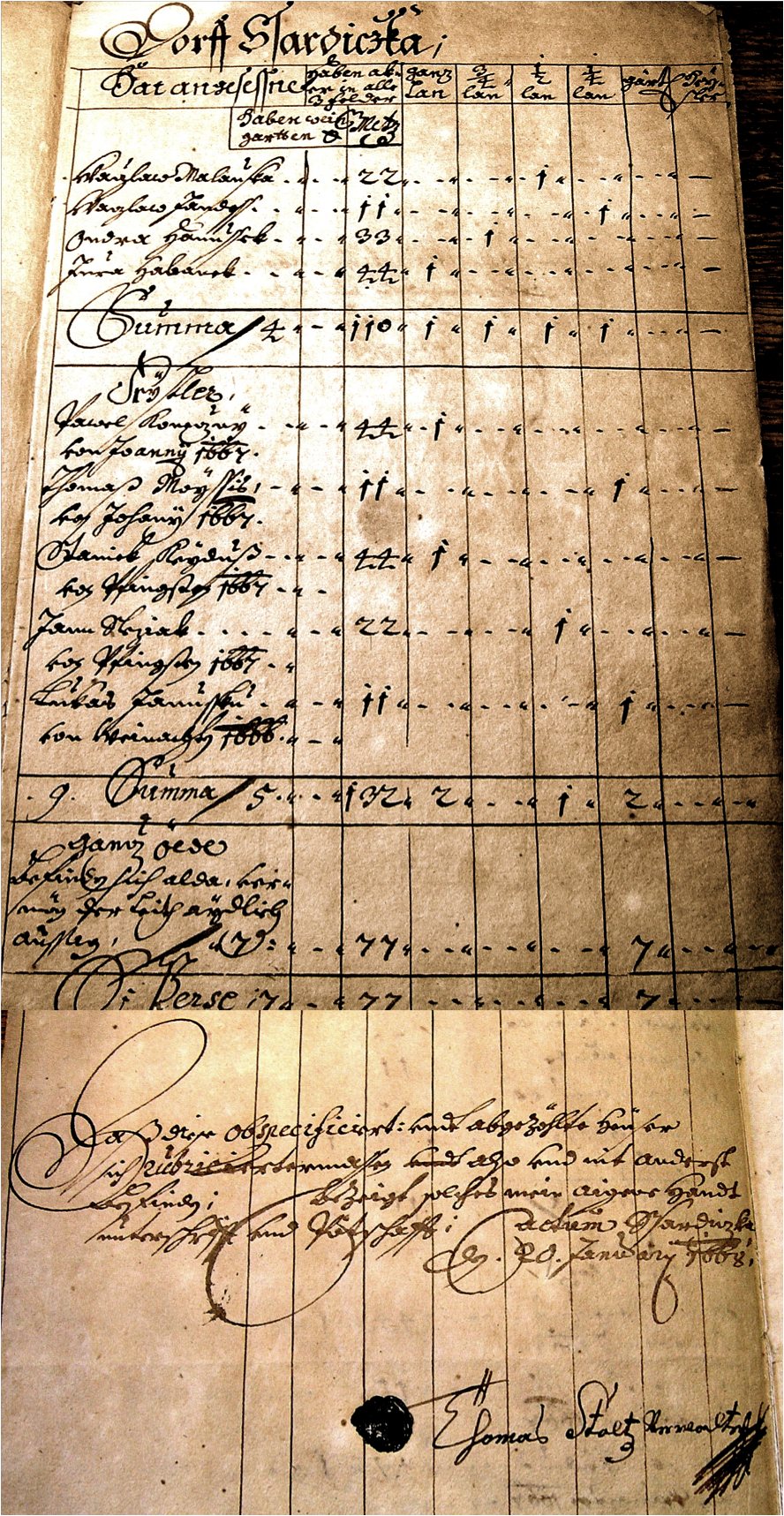
Lánský rejstřík - Šardičky 20. leden 1668.

První písemná zmínka je z roku 1356, kdy osadu vlastnila až do roku 1360 Bohuslava ze Šardiček, která ji prodala Staňkovi z Kostelce. Soupis majitelů osady podrobněji sepsal Augustin Kratochvíl. Novodobá historie se datuje od konce třicetileté války, kdy se v téměř zpustlé osadě zabydleli noví hospodáři. Vlastnické poměry k  půdě i gruntům v osadě Sardičky z konce 17. století a prvního desetiletí 18. století byly značně neurovnané. Byl to důsledek chaotických dějů po třicetileté válce, ale zároveň i pozdějších nových výbojů Švédů pod vedením krále Karla X. Gustava v Republice obou národů, expanze Osmanů do Polska (1672) a následně i jejich porážka u Vídně 1683. Všechny tyto děje ovlivnily život na Moravě, její všeobecný hospodářský úpadek, která byla průchozím a zásobovacím prostorem pro četná vojenská tažení. Statky Nové Zámky, Milonice a Šardičky byly dekretem císaře Leopolda I. z 30. května 1661 pro zadluženost zabaveny a jako zástava postoupeny Karlu Kašparovi, arcibiskupu trevírskému.
Následovalo několik převodů majetku, které neměly na rozvoj obcí v oblasti žádný větší význam. Noví osadníci, kteří se zde v relativně klidnějším období po roce 1670 usazovali, zabírali neosídlené poddanské polností a ujímali se zpustlých gruntů. První soupis usedlostí, sepsaný správcem panství Thomasem Stozem v Šardičkách, je datován 20. ledna 1668, jmenovitě uvádí jen 9 usedlostí, Lánský rejstřík z 12. června 1675 již 17 usedlostí. Relativně stabilní osídlení se ustavilo až po roce 1714, kdy vlastník osady Kojátky rytíř Bernard Antonín Bravanský z Chobřan (20. prosince 1714) přikoupil i osadu Šardičky a potvrdil vztah osadníků k obhospodařovaným poddanským pozemkům. Po smrti Bernarda Ant. Bravanského roku 1722 se majetku ujala jeho dcera Johana, která jej vzápětí převedla na svého manžela rytíře Jana Rudolfa Říkovského. Ten zemřel v Kojátkách 22. června 1748 ve věku 90 let (podle matričního zápisu), jeho dcera Johana, která se opět panství ujala, zde zemřela na tuberkulózu 27. května 1753 ve věku 53 let. Sloučené panství Kojátek a Šardiček bylo 31. května 1754 pro zadluženost v aukci prodáno Josefu Polzerovi. Přesnější soupisy propachtovaných pozemků a jejich hospodářů, provedené v rámci Tereziánského katastru, jsou archivovány až k datu 15. srpna 1749. Jejich revize, včetně vzniklých sporů s novým majitelem panství, byly potvrzeny zápisem z 21. dubna 1755. Oddělený soupis pro Šardičky je zahrnut i v Josefinském katastru z roku 1787.
Šardičky byly v duchovní a matriční správě farnosti Milonice. Zde se matriky zachovaly od roku 1685. Od roku 1777 byla obec Šardičky ve správě farnosti Bučovice. Ze zachovaných dokumentů, uložených v Moravském zemském archivu, je možné sledovat společnou historii jednotlivých rodů po dobu více než 250 let v obou částech obce Kojátky - Šardičky.

## Politika

### Zastupitelstvo a starosta
Osada je součástí obce Kojátky patří do Jihomoravského kraje a okresu Vyškov. V období od druhé poloviny 19. století osadu spravovala obecní sedmičlenná rada v čele se starostou. V letech 1860 až 1888 se ve funkci vystřídali Josef Zeman, Libor Vykoupil, Jakub Hanák a Josef Stuchlík. Od roku 1888 to byl Jakub Ženatý, 1895 Josef Posolda, 1898 Jakub Ženatý, 1901 František Hanák a od 1914 Cyril Vykoupil. Od roku 1919 to byli starostové Jan Rolek a Jakub Macourek a od roku 1923 do asi 1928 Leopold Vítek. Po administrativním spojení s Kojátkami v roce 1942, samostatná obecní rada zanikla.

## Ekotop

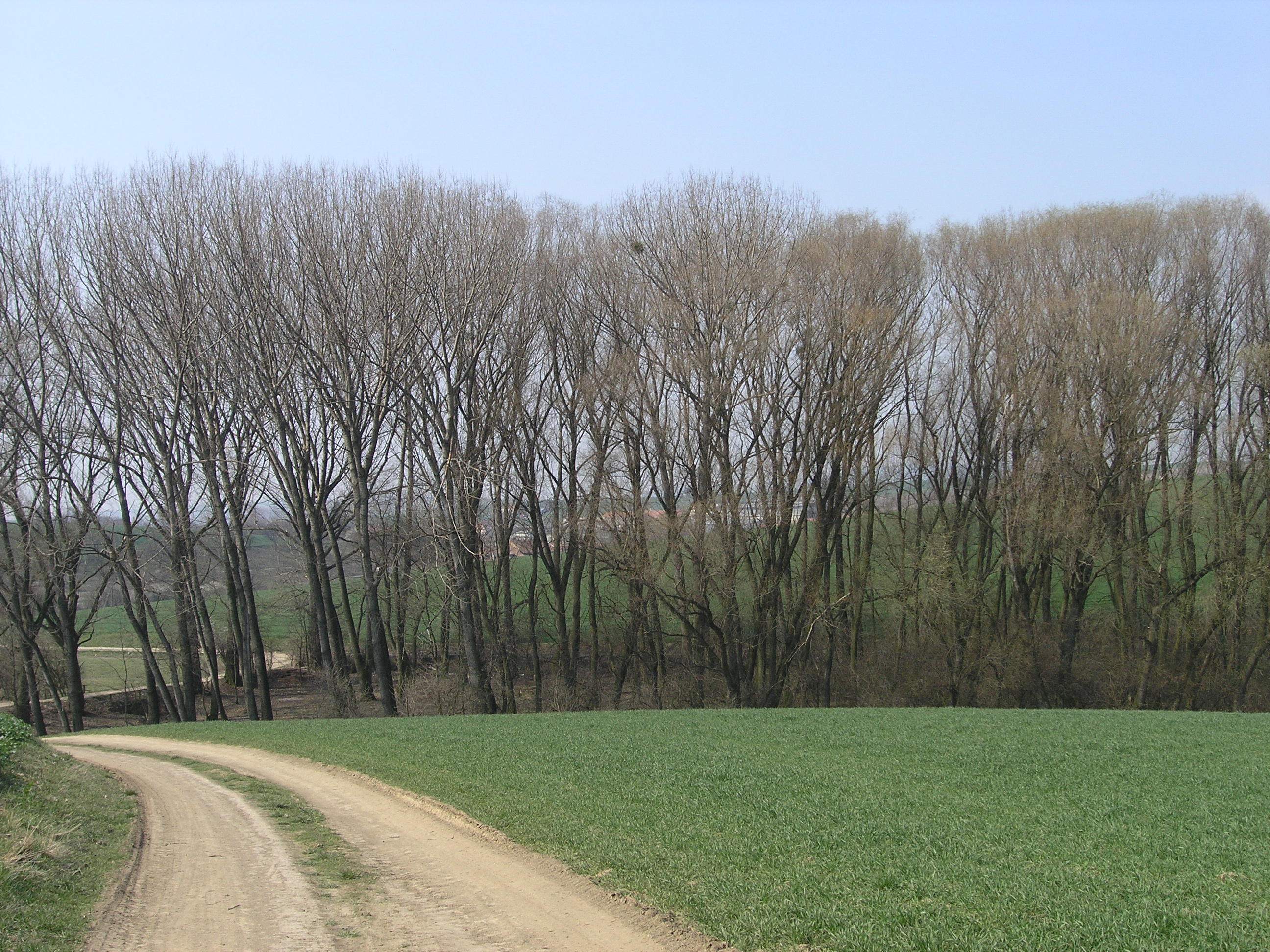
Horní (vyschlá) retenční nádrž nad Šardičkami

Převážně historicky zemědělská vesnice se rozkládá na mírně zvlněných severních svazích řeky Litavy a jejich pravostranných přítoků. Půdní podklad od pravěku osídlené krajiny je tvořen vrstvou flyšových karbonátových pískovců ždánické jednotky, překrytých úrodnou sprašovou vrstvou. Uvádí se průměrný roční úhrn vodních srážek 377 až 388 mm. V období 17. a 18. století, kdy průměrné roční teploty byly znatelně nižší se předpokládají značně vyšší srážkové úhrny. V okolí Kojátek a Šardiček byly v té době retenční nádrže. Podle historických map z 18. a 19. století se jedna nádrž (menší) nacházela nad Šardičkami, další (větší) pak po spádnici pod Kojátkami. Vodní nádrže měly podstatný význam jak pro stabilizaci biotopu, tak i rozvoj lokálního hospodářství (v Kojátkách zemědělský statek, pivovar, koželužna, vodní mlýn). V důsledku úbytku úhrnných vodních srážek na konci 19. a začátku 20. století tyto nádrže zanikly, nebo vyschly. Katastr vesnice je součástí chráněného území Černecký a Milonický hájek.

## Demografie

### Složení obyvatel
Šardičky jsou součástí zemědělské obce Kojátky-Šardičky, jež měla v roce 1930  asi 470 obyvatel převážně české národnosti. O třicet let později v roce 1960 vzrostl počet obyvatel na 531 osob (i s Kojátkami) , 258 mužů a 273 žen. Podle sčítaní lidu, domů a bytů z roku 2001 zde žilo 349 obyvatel (součet je uveden i s Kojátkami), z toho 182 mužů a 167 žen. Národnostní složení obyvatel města je poměrně homogenní, 300 obyvatel se hlásí k národnosti české, 46 k národnosti moravské a 2 k národnosti slovenské.
Vývoj počtu obyvatel za celou obec i za jeho jednotlivé části uvádí tabulka níže, ve které se zobrazuje i příslušnost jednotlivých částí k obci či následné odtržení.
| Místní části   | Místní části  | 1869 | 1880 | 1890 | 1900 | 1910 | 1921 | 1930 | 1950 | 1961 | 1970 | 1980 | 1991 | 2001 | 2011 |
| -------------- | ------------- | ---- | ---- | ---- | ---- | ---- | ---- | ---- | ---- | ---- | ---- | ---- | ---- | ---- | ---- |
| Počet obyvatel | část Šardičky | 188  | 193  | 212  | 197  | 212  | 203  | 191  | 154  | 157  | 0    | 80   | 0    | 92   | 83   |
| Počet domů     | část Šardičky | 30   | 30   | 30   | 32   | 36   | 35   | 48   | 45   | 0    | 0    | 31   | 0    | 41   | 39   |

### Náboženský život
Osada Šardičky přísluší k římskokatolické farnosti Bučovice náležící do slavkovského děkanství. Farním kostelem je Bučovický kostel Nanebevzetí Panny Marie. Podle cenzu z roku 2001 se k víře hlásí 153 obyvatel, z toho 144 k římskokatolické církvi, 2 k Českobratrské církvi evangelické a dva k Pravoslavné církvi.

## Školství a kultura
Základní obecná škola založená roku 1810 v Kojátkách byla společná a jako dvojtřídní (od 1874) fungovala až asi do roku 1938. Současně je školství soustředěno v Bučovicích.

## Doprava, průmysl a zemědělství
Dopravní obslužnost je zajištěna silnicí 2. třídy II/431 (Vyškov – Bohdalice – Bučovice – Ždánice) s odbočkou na Kojátky silnicí 3. třídy III/4317. Po východní hranici katastrálního území prochází silnice 2. třídy II/429 (Bohdalice – Nesovice – Koryčany – Osvětimany). V obci jsou vybudovány čtyři autobusové zastávky Kojátky – rozc.3.0 (z), Kojátky – Kaštanov, Kojátky – dědina a Kojátky – Šardičky. Autobusovou dopravu zajišťuje linkový spoj Integrovaného dopravního systému Jihomoravského kraje s č. 644 (Bučovice – Kojátky), a č. 156 (Bučovice – Vyškov).

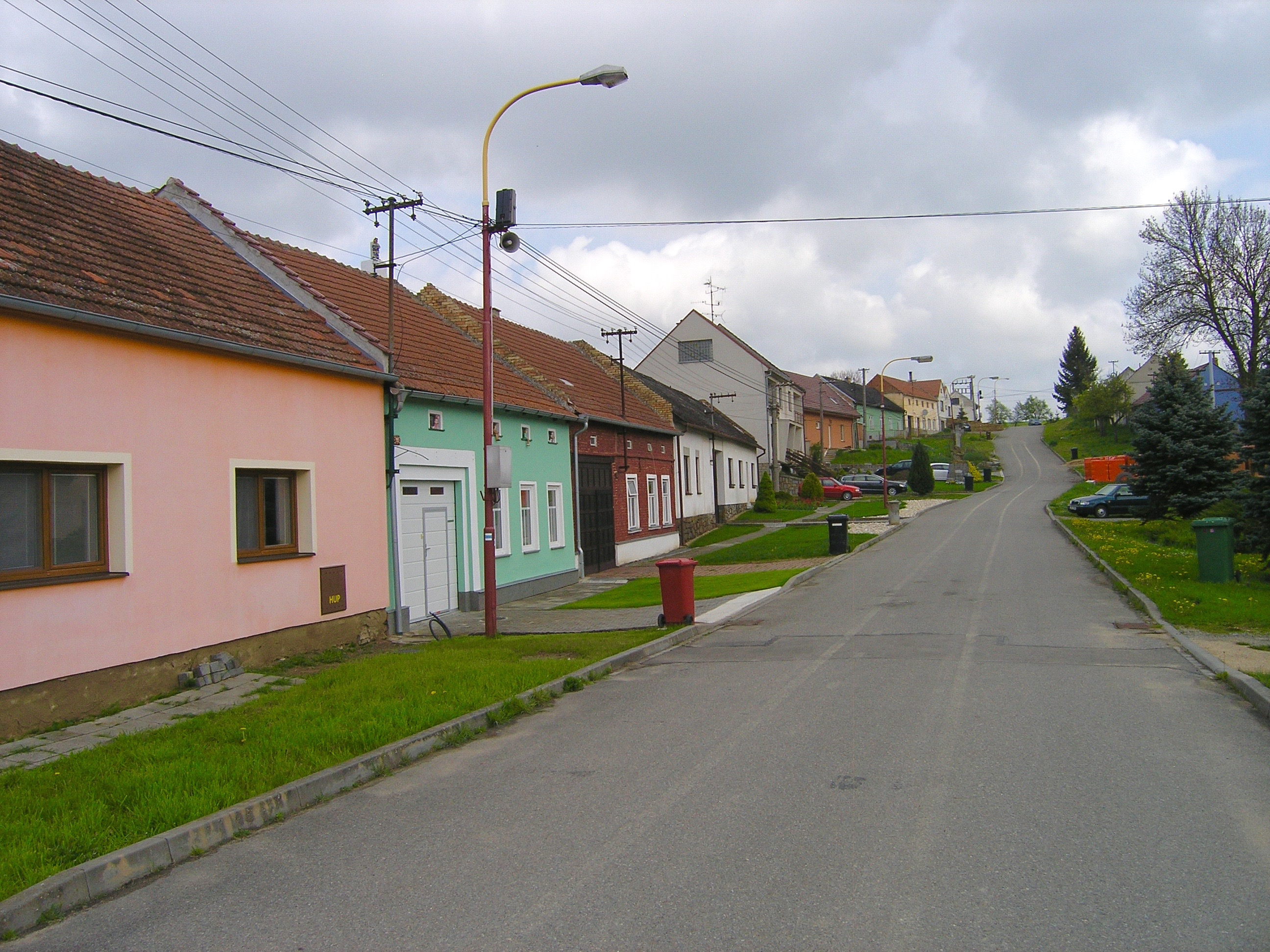
Severní ulice v Šardičkách; čtyři domy zleva jsou doloženy již v r. 1675
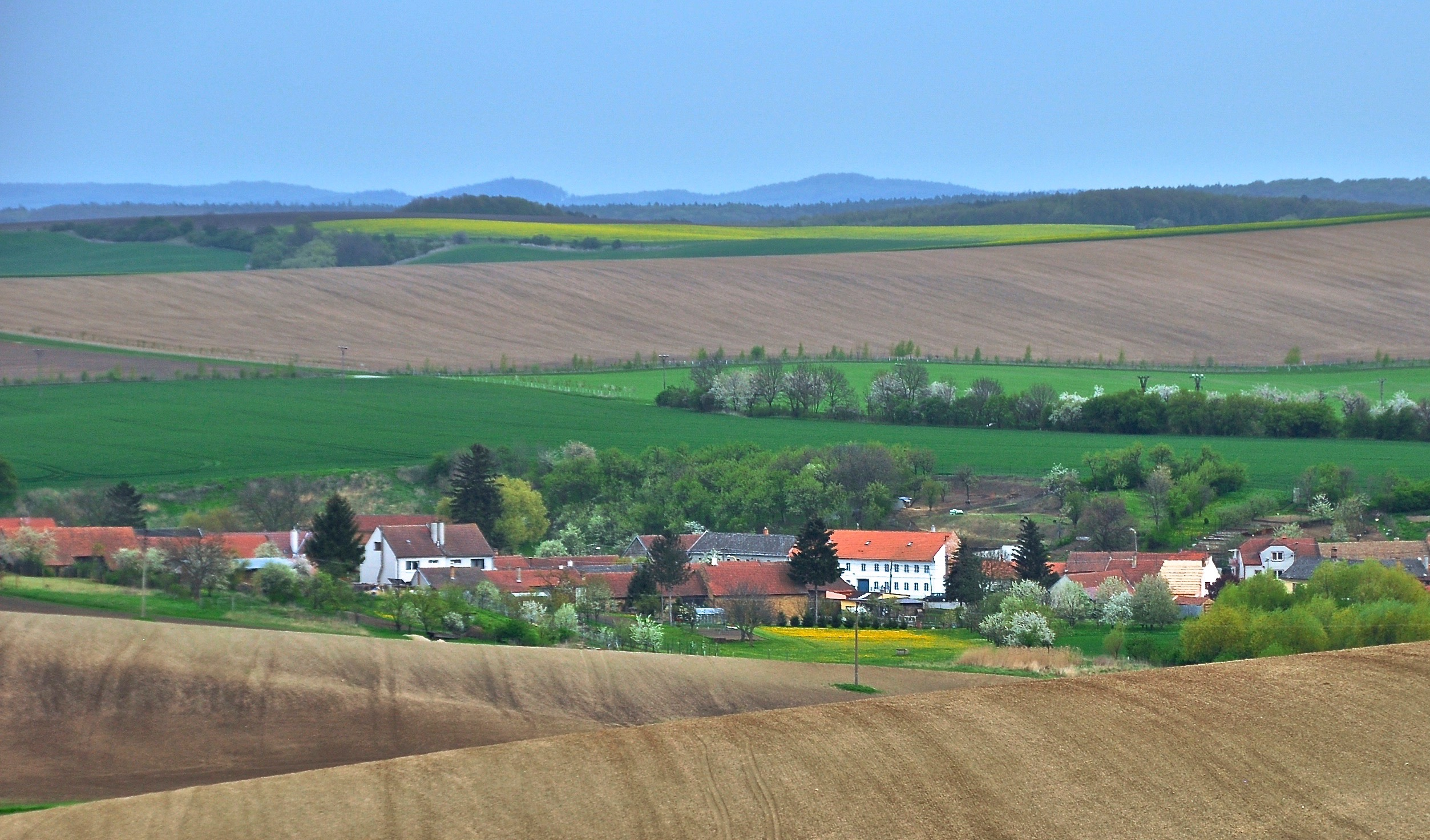
Šardičky, pohled k jihu
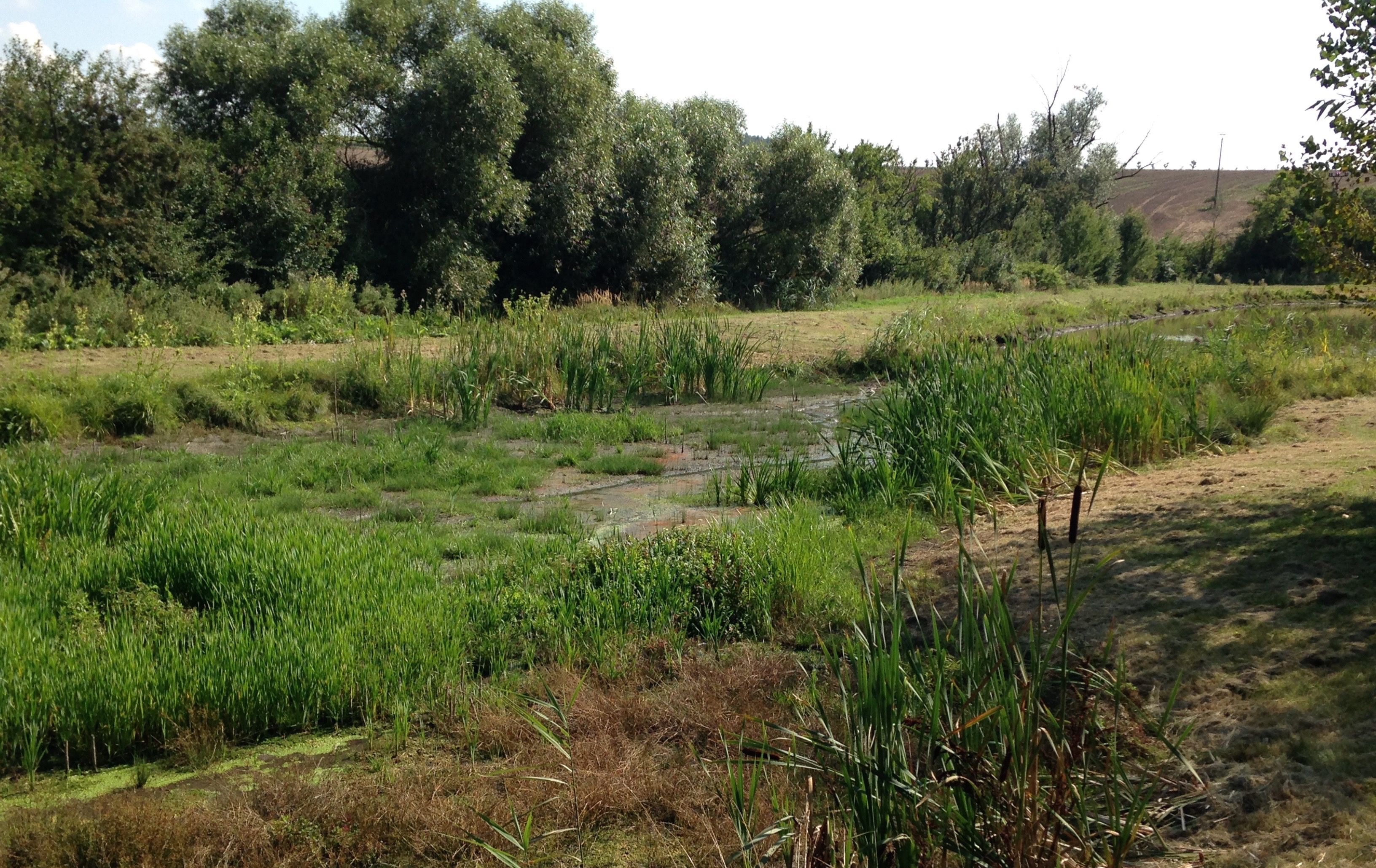
Revitalizovaný mokřad pod bývalým Šardickým rybníkem
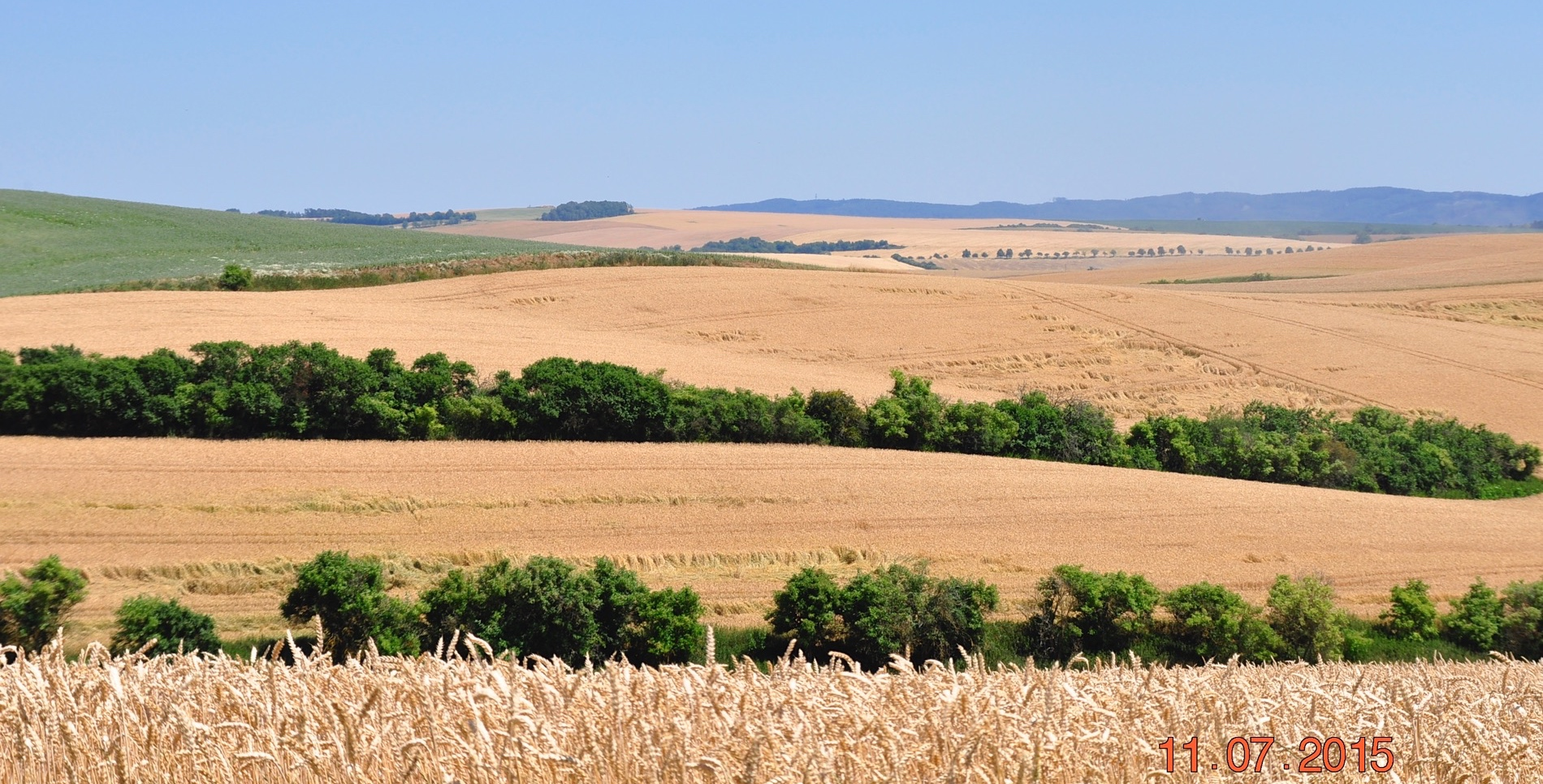
Krajina v okolí Šardiček před žněmi
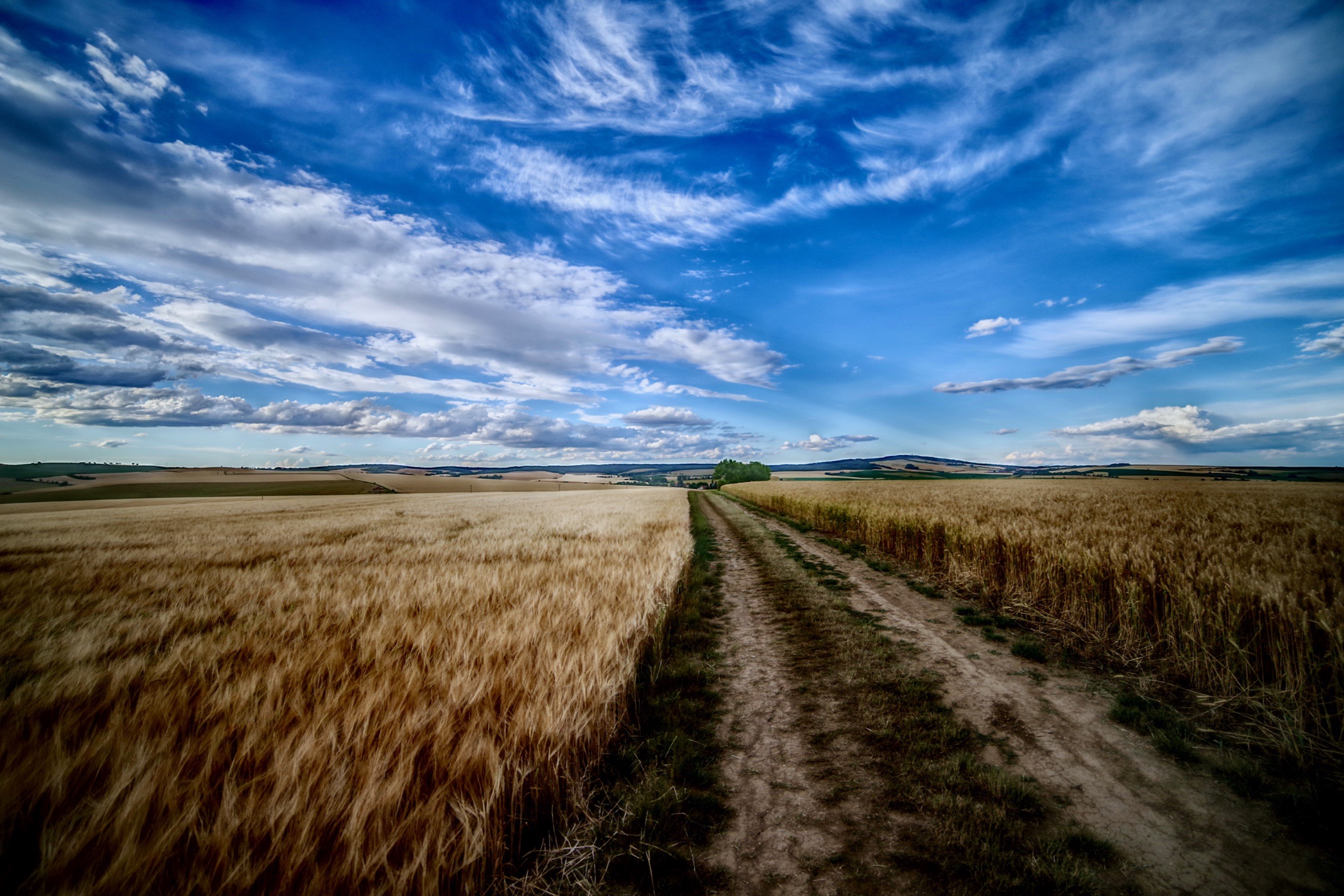
Cesta mezi lány
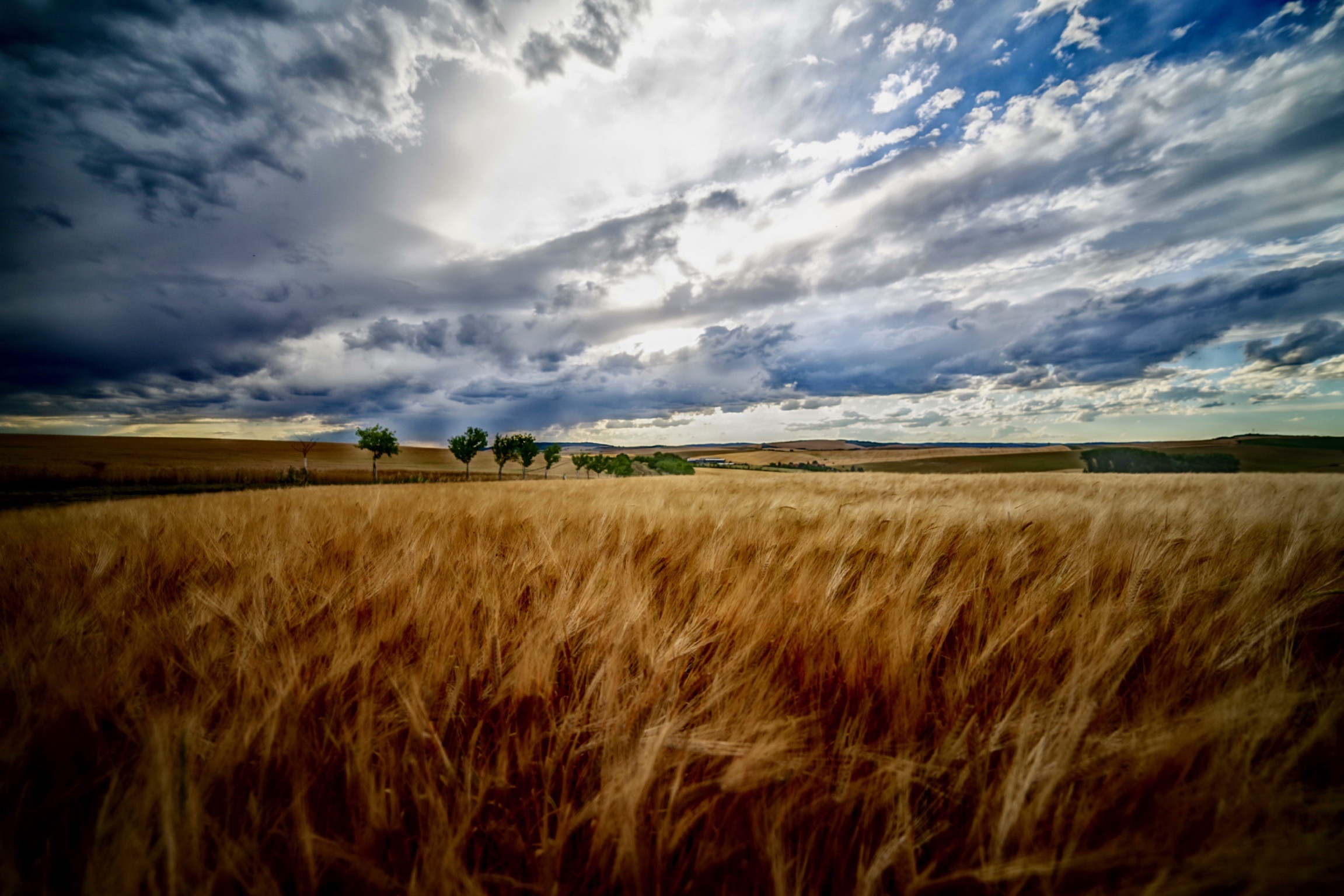
Žírné lány
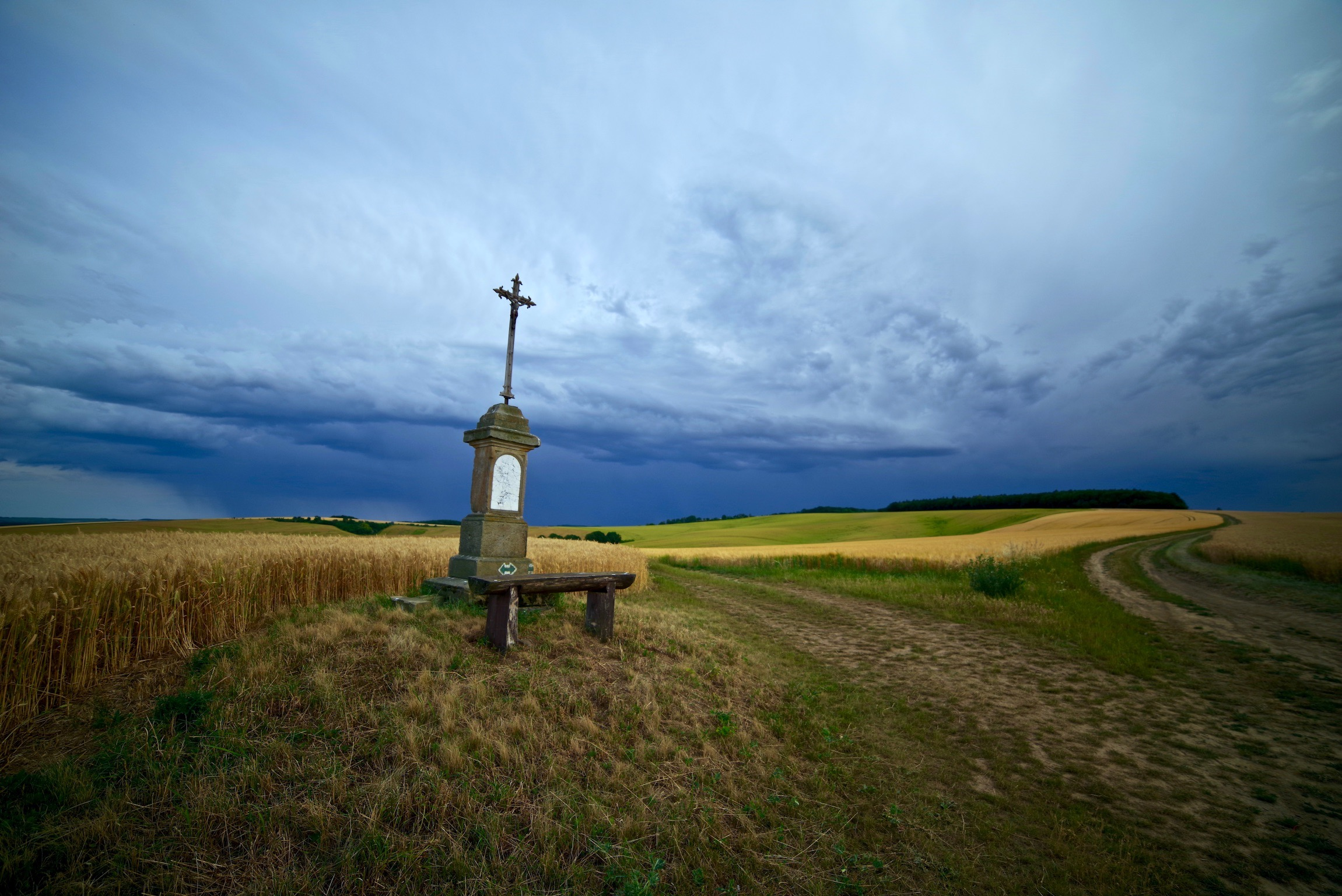
Boží muka
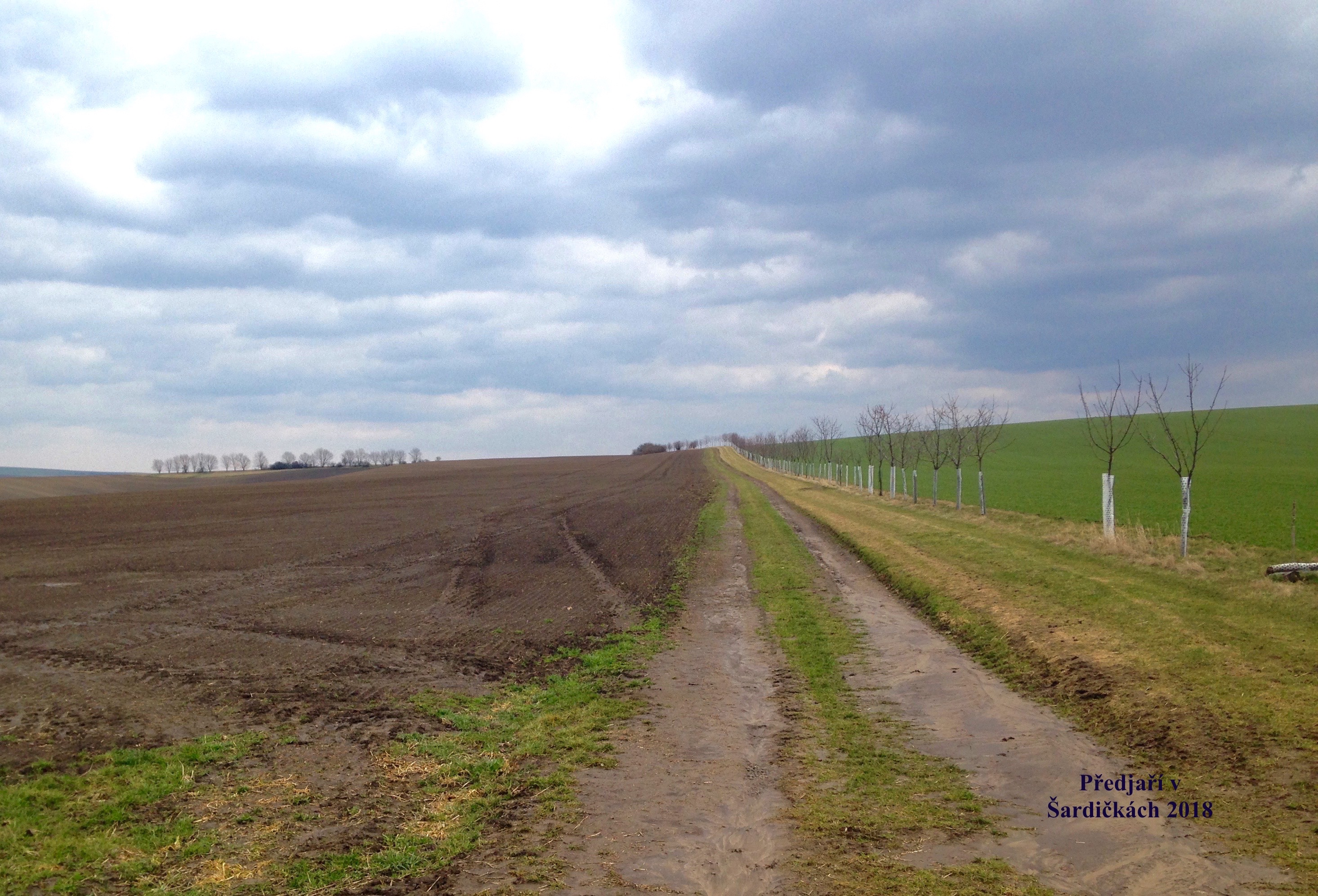
Předjaří nad Šardičkami 2018